# Eukoenenia patrizii
Eukoenenia patrizii är en spindeldjursart som först beskrevs av Bruno Condé 1956.  Eukoenenia patrizii ingår i släktet Eukoenenia och familjen Eukoeneniidae. Inga underarter finns listade i Catalogue of Life.